# Andreas Hofgaard Winsnes

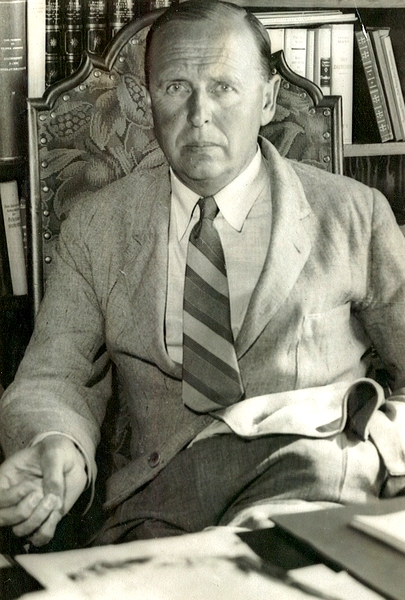
Andreas Hofgaard Winsnes

Andreas Hofgaard Winsnes (A. H. Winsnes) (* 1889; † 1972) war ein norwegischer Literatur- und Ideenhistoriker.
Winsnes war ab 1938 Professor für Europäische Literatur an der Universität Oslo und einer der prominentesten Akademiker in Norwegen von den 1940er Jahren bis zu seinem Tode. Er engagierte sich für die Sprache Riksmål und war einer der Gründer der Norwegischen Akademie.